# Nikon D3000
Nikon D3000 — цифровой однообъективный зеркальный фотоаппарат начального уровня компании Nikon с разрешением матрицы 10,2 мегапикселей.
Фотоаппарат был представлен в 2009 году и является заменой Nikon D40 в модельном ряду камер компании. В 2010 году вышел преемник D3000 — Nikon D3100.

## Особенности
Фотоаппарат Nikon D3000 оснащён режимом «GUIDE», предназначенным для помощи начинающим фотографам в освоении возможностей камеры.

## Технические характеристики
- Матрица: ПЗС-сенсор, Sony ICX-493-AQA (CCD), аналогичный в моделях Nikon D40x, D60, D80, размер 23,6×15,8 мм (формат DX), 10,2 миллиона эффективных пикселей;
- Процессор Nikon EI-137, аналогичный модели D80, D60, D40x, D40.[2][3]
- Разрешение изображения: 3872×2592 (L: 10,2 MP); 2896×1944 (M: 5,6 MP); 1936×1296 (S: 2,5 MP);
- Светочувствительность: От 100 до 1 600 единиц ISO с шагом 1/3 EV;
- Автофокус: покадровый следящий (AF-S); непрерывный следящий (AF-C); автоматический выбор режима AF-S/AF-C (AF-A); прогнозирующая следящая фокусировка, которая включается автоматически при фокусировке на объекте;
  - Ручная фокусировка (MF): возможно использование электронного дальномера;
- Серийная съёмка до 3 кадров в секунду (ручной режим фокусировки, ручной или автоматический режим выбора экспозиции с приоритетом выдержки, выдержка 1/250 сек. или меньше, для всех других настроек установлены значения по умолчанию, данные сохранены в буфере памяти);
- Запись изображения NEF (RAW), JPEG: совместимый с базовым форматом JPEG с высоким (прибл. 1:4), обычным (прибл. 1:8) или низким уровнем сжатия (прибл. 1:16), NEF (RAW) + JPEG: один снимок, записанный в обоих форматах: NEF (RAW) и JPEG
- Затвор с электронным управлением и вертикальным ходом шторок;
- Экспонометрия: заобъективная с помощью 420-пиксельного RGB-датчика;
- Режимы отработки экспозиции: матричный: 3D цветовой матричный замер II (с объективами типа G и D); цветовой матричный замер II (с другими объективами со встроенными процессорами);
- Экспокоррекция: ±5 EV с шагом 1/3 EV;
- Баланс белого цвета: автоматический режим (баланс белого TTL с помощью основной матрицы и 420-пиксельного RGB-датчика), 12 ручных режимов с тонкой настройкой; предустановка баланса белого вручную, брекетинг баланса белого;
- Автоспуск: доступное время задержки 2, 5, 10 и 20 сек.
- Видоискатель: зеркальный с пентазеркалом;
- ЖК-монитор: 3,0-дюймовый ЖК TFT монитор с разрешением 230 000 точек и регулировкой яркости
- Карты памяти: SD/SDHC
- Аудио и видео: выход NTSC/PAL.
- Аккумуляторная батарея или сетевой адаптер